# Série 0350 da CP
A Série 0350 é um tipo de automotora, ao serviço da operadora ferroviária Comboios de Portugal; resulta da renovação das automotoras da Série 0300, de fabrico Allan.

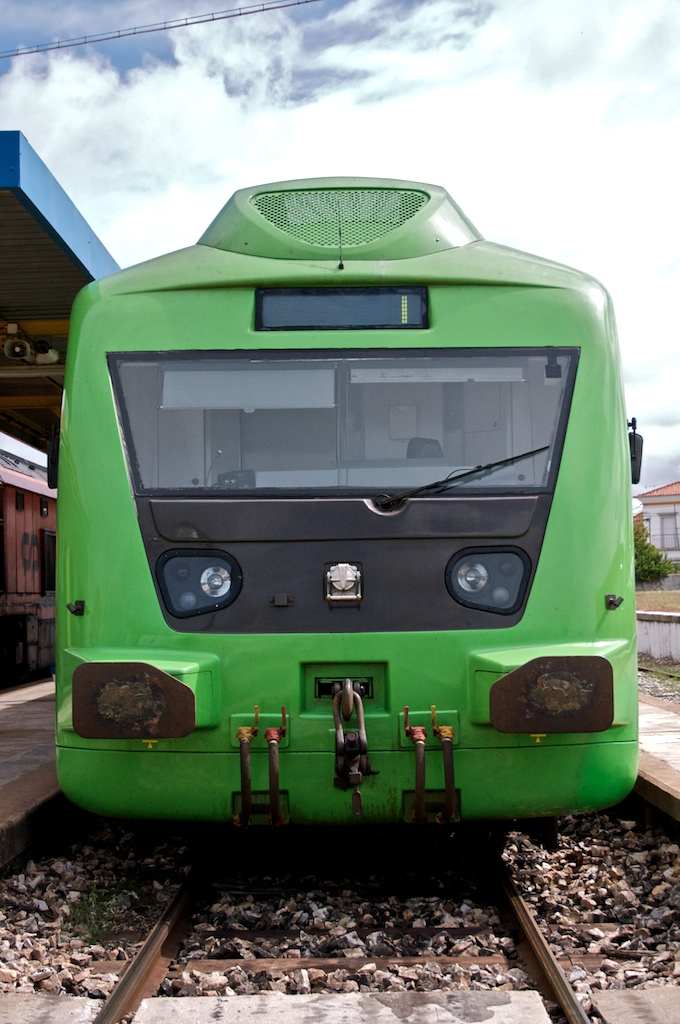
Pormenor da frente da automotora 0357.

## História
Em 1997 iniciou-se um profundo processo de remodelação do sistema ferroviário português, através da concessão das infraestruturas à Rede Ferroviária Nacional, enquanto que a empresa Caminhos de Ferro Portugueses ficou responsável apenas pelo material circulante e pelos comboios regulares. Ao mesmo tempo, a CP iniciou um programa para melhorar os seus serviços, que incluiu, entre outras medidas, a requalificação e modernização do material circulante. Estas automotoras foram criadas a partir da modernização das automotoras da Série 0300, nas instalações de Guifões da Empresa de Manutenção de Equipamento Ferroviário. Esta intervenção inseriu-se no âmbito de um programa de reabilitação do parque motor da operadora Caminhos de Ferro Portugueses.
As automotoras da Série 0300 já tinham alguma idade, pois entraram ao serviço entre 1954 e 1955, mas mesmo assim a modernização deixou a sua estrutura intacta. Esta decisão, que procurou aumentar em cerca de quinze anos a vida útil destas automotoras, provocou alguma controvérsia, especialmente devido à falta de sistemas de segurança passiva, uma vez que na altura em que foram originalmente fabricadas não se conheciam ainda os sistemas de absorção de energia, que poderiam minimizar os efeitos de uma colisão frontal, como a que aconteceu em Abril de 2002. O principal motivo para a remodelação das automotoras foi económico, uma vez que se calculou que a compra de novo material ficaria cerca de quatro vezes mais cara.
Foram apresentadas em Dezembro de 1999, tendo sido descritas pelo jornal Público como sendo de um tom verde, com um design moderno, um interior espaçoso, informação digital, portas automáticas e ar condicionado. Entraram oficialmente ao serviço no ano seguinte.
Em 4 de Abril de 2002, duas automotoras desta série colidiram na zona do Casal do Espírito Santo, no Ramal da Lousã, tendo este acidente provocado cinco mortos e onze feridos.
Devido ao seu baixo rendimento (sobretudo devido à idade) estas automotoras começaram a ser abatidas ao serviço. Em setembro de 2017 apenas quatro estavam no activo, fazendo serviços nas Linhas do Leste e Oeste.
Em março de 2019, apenas as automotoras 360 e 362 ainda estão activas e ambas afetas ao serviço regional Entroncamento-Badajoz. No ínicio de 2021, a automotora 365 regressou ao ativo.

## Descrição

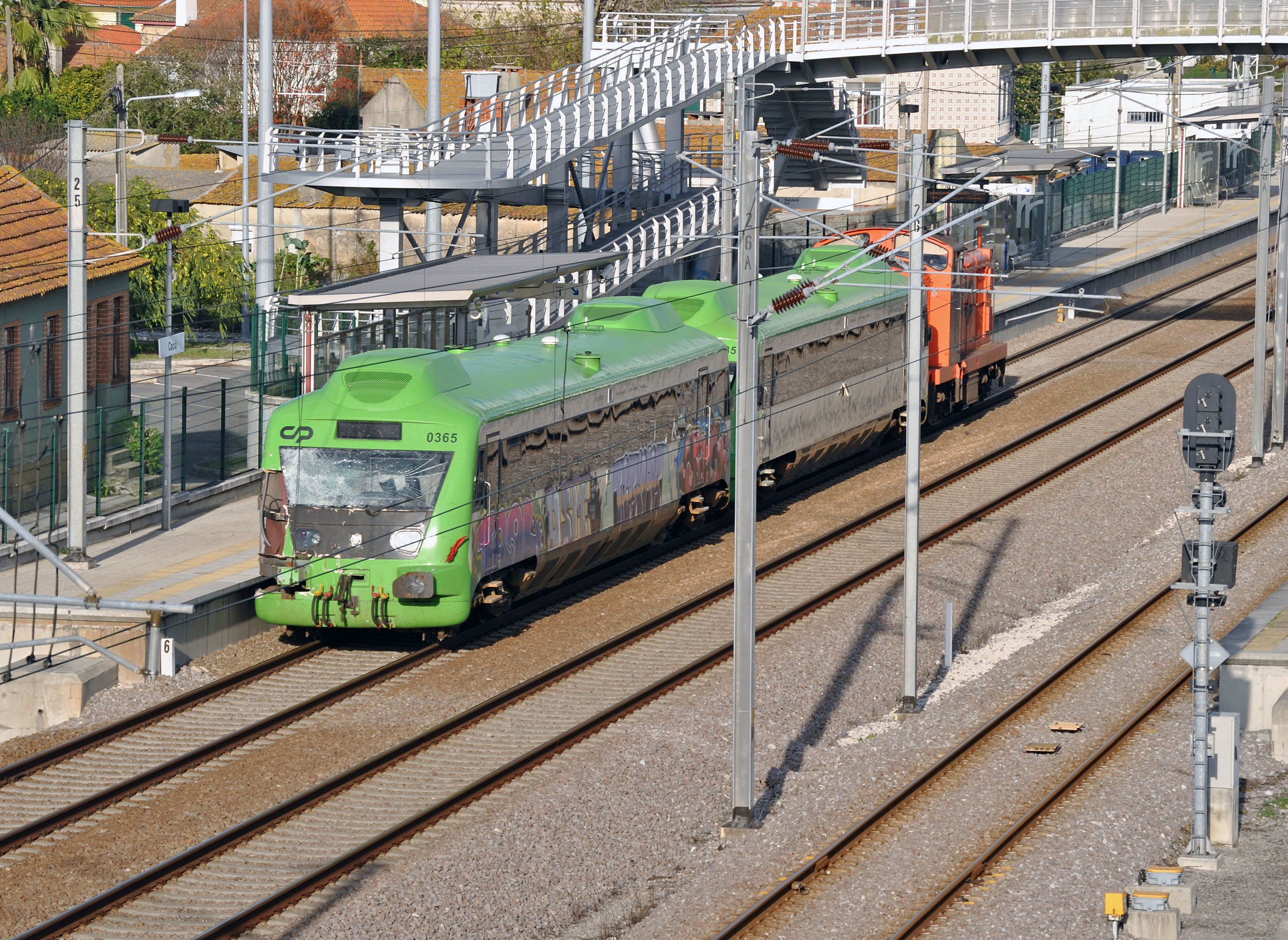
Automotoras da série 0350 danificadas num acidente, a serem rebocadas para Contumil em 2010.

Realizaram serviços na Linha da Beira Baixa, e nos Ramais de Figueira da Foz, da Lousã, e de Cáceres.
Esta série era originalmente por 21 automotoras a gasóleo, com os números de série 0351 a 0371. Atingem uma velocidade máxima de 100 km/h, o tipo de transmissão utilizada é eléctrica, e a potência é de 269 kW.

## Ficha técnica
- Características de exploração
  - Ano de entrada ao serviço: 2000[2]
  - Número de unidades construídas: 21[2]

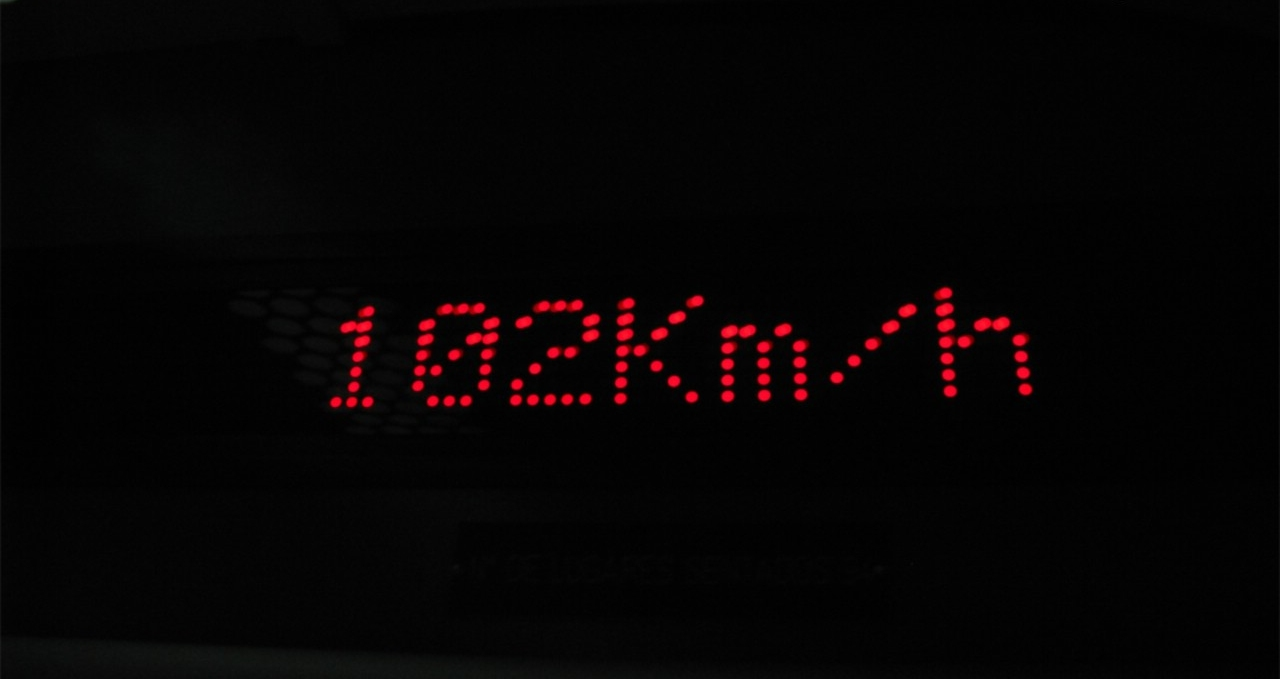
Velocidade supramáxima.

- Dados gerais
  - Bitola: 1668 mm[11]
  - Tipo de tracção: Diesel-eléctrica[1]
- Transmissão
  - Tipo: Eléctrica[1][2]
- Características de funcionamento
  - Velocidade máxima: 100 km/h[1][2]

- - Potência: 269 kW[1]
- Lotação
  - Primeira classe: 24[1]
  - Segunda classe: 50[1]

### Lista de material
| :  | qt. | estado       |
| -- | --- | ------------ |
| ✔︎  | 6   | ao serviço   |
| ⛛︎  | 10  | abatidas     |
| ⚒︎  | 2   | em reparação |
| ✖︎  | 3   | demolidas    |
| 21 | 21  | (total)      |

| №    | : | a           | observações                                      |
| ---- | - | ----------- | ------------------------------------------------ |
| 0351 | ✖︎ | 2002        | Demolida após o desastre da Lousã contra a 0353. |
| 0352 | ⛛︎ | [ quando? ] | Parqueada no Entroncamento.                      |
| 0353 | ✖︎ | 2002        | Demolida após o desastre da Lousã contra a 0351. |
| 0354 | ⛛︎ | [ quando? ] | Parqueada no Entroncamento.                      |
| 0355 | ⛛︎ | [ quando? ] | Parqueada na Figueira da Foz.                    |
| 0356 | ⛛︎ | [ quando? ] | Parqueada em Contumil.                           |
| 0357 | ⛛︎ | [ quando? ] | Parqueada no Entroncamento.                      |
| 0358 | ⚒︎ | [ quando? ] | Em reparação no Entroncamento.                   |
| 0359 | ✖︎ | 2015        | Demolida em Guifões.                             |
| 0360 | ✔︎ | [ quando? ] | Em serviço na linha do Leste.                    |
| 0361 | ✔︎ | [ quando? ] | Em serviço na linha do Leste.                    |
| 0362 | ✔︎ | [ quando? ] | Em serviço na linha do Leste.                    |
| 0363 | ⛛︎ | [ quando? ] | Parqueada no Entroncamento.                      |
| 0364 | ✔︎ | [ quando? ] | Em serviço.                                      |
| 0365 | ✔︎ | 2021.01     | Em serviço na linha do Leste.                    |
| 0366 | ⛛︎ | [ quando? ] | Parqueada no Entroncamento.                      |
| 0367 | ⚒︎ | [ quando? ] | Em reparação no Entroncamento.                   |
| 0368 | ⛛︎ | [ quando? ] | Parqueada em Contumil.                           |
| 0369 | ✔︎ | [ quando? ] | Em serviço.                                      |
| 0370 | ⛛︎ | [ quando? ] | Parqueada no Entroncamento.                      |
| 0371 | ⛛︎ | [ quando? ] | Parqueada na Figueira da Foz.                    |